# ريتشارد بيتس
ريتشارد آرثر بيتس MBE هو رئيس الدراسات الاستراتيجية لتأثيرات المناخ في مكتب الأرصاد الجوية مركز هادلي في إكستر، المملكة الكتحدة. وهو أيضًا رئيس قسم التأثيرات المناخية في جامعة إكستر والمحقق الرئيسي في مشروع الاتحاد الأوروبي FP7 HELIX (تأثيرات cLimate المتطورة وeXtremes). كان مؤلفًا رئيسيًا مع الفريق العامل الأول ومؤلف مساهم مع الفريق العامل الثاني لتقرير التقييم الرابع للجنة الدولية للتغيرات المناخية. وهو المؤلف الرئيسي في مجموعة العمل الثاني لتقرير التقييم الخامس للجنة الدولية للتغيرات المناخية. وهو محرر في المجلة الدولية للاحترار العالمي، مجلة الاستثمار البيئي، وديناميكيات نظام الأرض. عيّن برتبة الإمبراطورية البريطانية عام 2019.
بعد دراسته الفيزياء في جامعة برستل، تحول بيتس لدراسة علم الأرصاد الجوية في جامعة برمنغهام، ثم أكمل الدراسة للحصول على الدكتوراه في الأرصاد الجوية في جامعة ريدنغ. اشتهر بالتعامل مع منتقدي علم المناخ على تويتر واختارته مجلة تايم كواحد من أفضل 140 المقدمين للموجزات على تويتر لعام 2012. حصل على جائزة اتصالات علوم المناخ لعام 2019 من الجمعية الملكية للأرصاد الجوية.

## وصلات خارجية
- Science must end climate confusion Viewpoint for بي بي سي news.
- Widening the climate conversation Soapbox Science.
- What is the evidence for changing variability in climates from year to year? Review commissioned by the UK Government's Foresight Project, Migration and Global Environmental Change.
- Website for High-End cLimate Impacts and eXtremes